# Emmanuel Armand de Vignerot, vévoda d'Aiguillon
Emmanuel Armand de Vignerot du Plessis de Richelieu, 5. vévoda d'Aiguillon (Emmanuel Armand de Vignerot du Plessis de Richelieu, duc d'Aiguillon, duc d'Agenois, comte de Condomois, marquis de Montcornet, baron d'Arvert, Saujon et Pordic) (31. července 1720, Paříž – 1. září 1788, Paříž) byl francouzský šlechtic, politik a generál 18. století. Jeho kariéra se odvíjela od momentální přízně milenek krále Ludvíka XV., nakonec zastával funkci ministra zahraničí (1771–1774). Po nástupu Ludvíka XVI. v nemilosti odvolán a donucen k odchodu do soukromí.

## Životopis

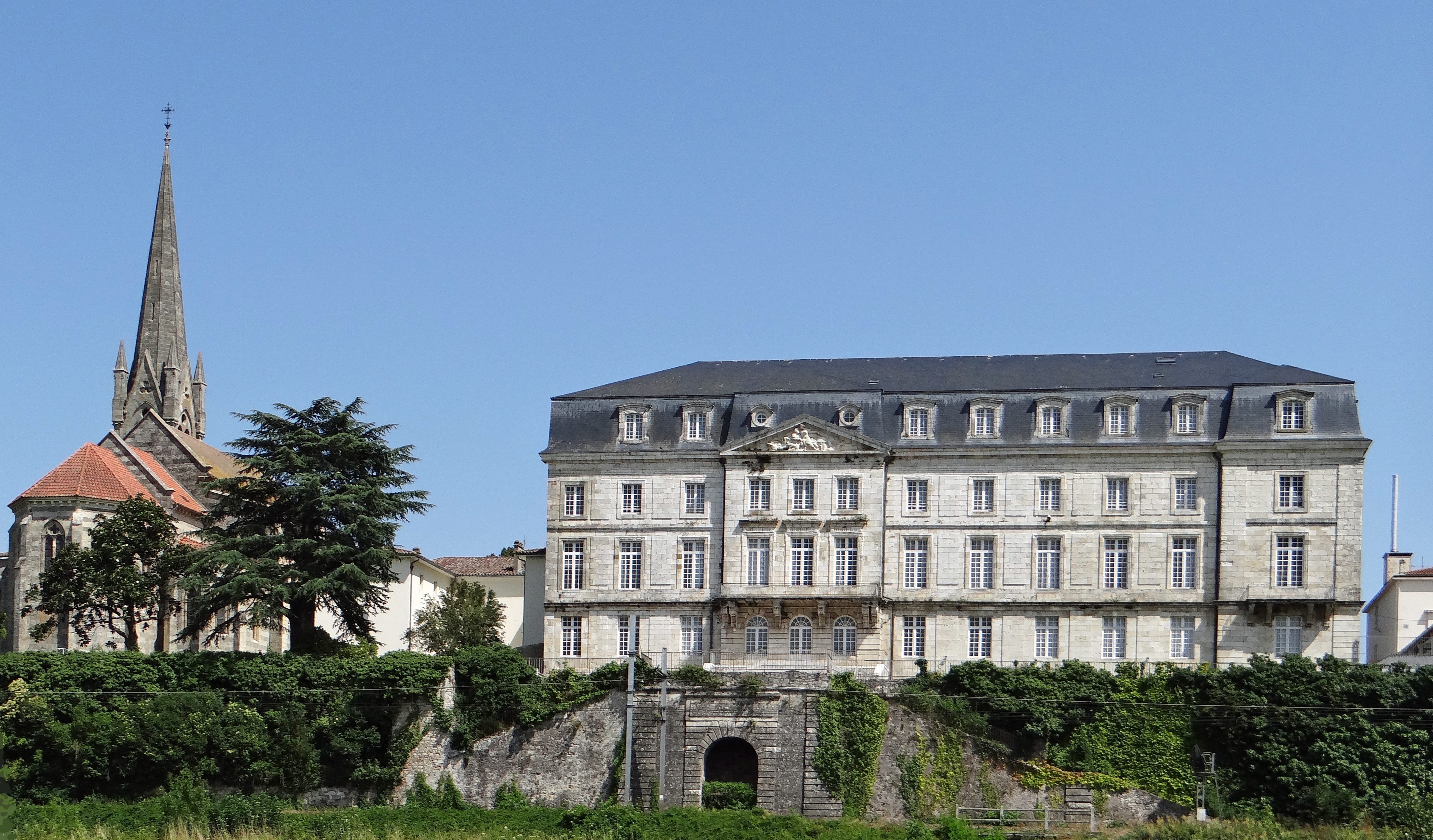
Zámek Aiguillon v departementu Lot-et-Garonne

Pocházel ze starého šlechtického rodu Vignerot (uváděného též ve formě Vignerod) spřízněného s rodinou du Plessis de Richelieu, mimo jiné byl synovcem maršála vévody de Richelieu. Narodil se jako starší syn Armanda de Vignerot, 4. vévody z Aiguillonu (1683–1750), po matce pocházel ze starého rodu Crussolů. V roce 1737 vstoupil do armády a již v devatenácti letech byl plukovníkem. V roce 1740 byl jmenován pairem Francie a do otcovy smrti užíval titul vévody d'Agenois. Počátkem 40. let byl svým strýcem vévodou de Richelieu zapojen do dvorských intrik týkajících se nemanželských vztahů Ludvíka XV. Za války o rakouské dědictví byl zraněn v Itálii (1744), poté v roce 1746 padl do zajetí a na konci války byl povýšen do hodnosti maréchal de camp. V roce 1750 po otci zdědil titul vévody d'Aiguillon.
Kvůli nepřátelství královy milenky markýzy de Pompadour byl vzdálen od dvora a od roku 1753 zastával funkci vojenského guvernéra v Bretani. Za sedmileté války se podílel na ambiciózním plánu invaze do Velké Británie, v této době dosáhl v armádě hodnosti generálporučíka a od roku 1762 byl zároveň guvernérem v Alsasku. V Bretani se dostával do častých kompetenčních sporů s místním parlamentem a kvůli svému bezohlednému chování byl v roce 1768 odvolán. Měl být i souzen, ale na zákrok krále osvobozen a povolán zpět ke dvoru. Díky přízni další milenky Ludvíka XV. hraběnky du Barry byl v roce 1771 jmenován ministrem zahraničí, zároveň se stal velitelem královské gardy. V lednu 1774 převzal navíc ministerstvo války. Z obou úřadů byl odvolán po nástupu Ludvíka XVI. v červnu 1774. Na základě ústního příkazu královny Marie Antoinetty byl nedlouho poté donucen k odchodu od dvora. Uchýlil se do soukromí na svůj zámek Aiguillon v Akvitánii, který nedlouho předtím nechal nákladně přestavět. Zemřel v předvečer revoluce zcela zapomenutý.

## Rodina
V roce 1740 se jeho manželkou stala Louise Félicité de Brehan de Plélo (1726–1796), jediná dcera diplomata a důstojníka hraběte Louise de Plélo (1699–1734), po matce měla příbuzenské vazby na vlivnou rodinu Phélypeaux. Louise byla v letech 1746–1768 dvorní dámou královny Marie Lesczyńské, později proslula jako spisovatelka. Z manželství se narodilo šest potomků, z nichž čtyři zemřeli v dětství. Dcera Innocente (1747–1776) byla manželkou generála Josepha de Moreton, markýze de Chabrillan. Syn Armand (1761–1800) patřil k významným osobnostem počáteční fáze francouzské revoluce, nakonec emigroval a zemřel v Hamburku. Zámek Aiguillon byl v roce 1792 prohlášen národním majetkem a přes pokusy zachránit alespoň část uměleckých sbírek byly jeho interiéry zdevastovány.